# 4686 Maisica
4686 Maisica је астероид главног астероидног појаса са средњом удаљеношћу од Сунца која износи 2,365 астрономских јединица (АЈ).
Апсолутна магнитуда астероида је 13,4.